# Persone di nome Erica
| Questa pagina contiene informazioni ricavate automaticamente dalle voci biografiche con l'ausilio del template Bio e di un bot. L'aggiornamento è periodico e automatico e ricostruisce completamente la pagina. Se manca una persona in questa lista, sei pregato di non aggiungerla, ma accertati piuttosto che la sua voce biografica contenga il template Bio e che i dati anagrafici siano correttamente compilati. Se il template Bio manca, inseriscilo tu stesso o, in alternativa, metti l'avviso {{tmp\|Bio}} che ne segnala la mancanza. Se i dati riportati sono sbagliati, correggi direttamente la voce biografica; le modifiche saranno visibili in questa lista entro pochi giorni. Per chiarimenti vedi il progetto antroponimi. La lista contiene solo le 62 persone che sono citate nell'enciclopedia e per le quali è stato implementato correttamente il template Bio. Pagina aggiornata al 7 mar 2025. |

Questa è una lista di persone presenti nell'enciclopedia che hanno il nome Erica, suddivise per attività principale.

## Attrici(12)
- Erica Ash, attrice, cantante e modella statunitense (Orlando, n. 1977 - Los Angeles, † 2024)
- Erica Banchi, attrice italiana (Roma, n. 1987)
- Erica Beck, attrice e doppiatrice statunitense (Lakewood, n. 1992)
- Erica Carlson, attrice svedese (Trollhättan, n. 1981)
- Erica Cerra, attrice canadese (Vancouver, n. 1979)
- Erica Dasher, attrice statunitense (Houston, n. 1986)
- Erica Durance, attrice canadese (Calgary, n. 1978)
- Erica Gimpel, attrice statunitense (New York, n. 1964)
- Erica Hubbard, attrice, scrittrice e produttrice cinematografica statunitense (Chicago, n. 1979)
- Erica Leerhsen, attrice statunitense (Ossining, n. 1976)
- Erica Tazel, attrice statunitense (Dallas, n. 1977)
- Erica Yohn, attrice e doppiatrice statunitense (New York, n. 1928 - North Hollywood, † 2019)

## Attrici pornografiche(2)
- Bionca, ex attrice pornografica e regista statunitense (Long Beach, n. 1965)
- Erica Fontes, attrice pornografica portoghese (Lisbona, n. 1991)

## Biatlete(1)
- Erica Carrara, ex biatleta italiana (Serina, n. 1972)

## Calciatrici(1)
- Erica Falbo, calciatrice italiana (n. 1993)

## Cantautrici(2)
- Erica Boschiero, cantautrice italiana (Pieve di Cadore, n. 1983)
- Erica Mou, cantautrice italiana (Trani, n. 1990)

## Cestiste(5)
- Erica Caracciolo, ex cestista italiana (Thiene, n. 1986)
- Erica McCall, cestista statunitense (Bakersfield, n. 1995)
- Erica Ogwumike, ex cestista statunitense (Cypress, n. 1997)
- Erica Wheeler, cestista statunitense (Racine, n. 1991)
- Erica White, ex cestista e allenatrice di pallacanestro statunitense (Jacksonville, n. 1986)

## Cicliste su strada(1)
- Erica Magnaldi, ciclista su strada e ex fondista italiana (Cuneo, n. 1992)

## Doppiatrici(3)
- Erica Lindbeck, doppiatrice statunitense (Boston, n. 1992)
- Erica Necci, doppiatrice italiana (Roma, n. 1990)
- Bella Hudson, doppiatrice statunitense (Albany, n. 1975)

## Giocatrici di curling(1)
- Erica De Salvador, ex giocatrice di curling italiana (Pieve di Cadore)

## Judoka(1)
- Erica Barbieri, ex judoka italiana (La Spezia, n. 1981)

## Lottatrici(1)
- Erica Wiebe, lottatrice canadese (Stittsville, n. 1989)

## Lunghiste(2)
- Erica Jarder, lunghista svedese (Täby, n. 1986)
- Erica Johansson, ex lunghista svedese (Mölndal, n. 1974)

## Marciatrici(1)
- Erica Alfridi, ex marciatrice italiana (Tregnago, n. 1968)

## Mezzofondiste(1)
- Erica Moore, mezzofondista statunitense (Seymour, n. 1988)

## Modelle(3)
- Erica Campbell, modella e ex attrice pornografica statunitense (Deerfield, n. 1981)
- Erica De Matteis, modella italiana (Roma, n. 1994)
- Erica Ellyson, modella statunitense (Hurley, n. 1984)

## Multipliste(1)
- Erica Bougard, multiplista statunitense (Memphis, n. 1993)

## Nuotatrici(5)
- Erica Buratto, ex nuotatrice italiana (Remanzacco, n. 1984)
- Erica Musso, nuotatrice italiana (Savigliano, n. 1994)
- Erica Rose, nuotatrice statunitense (Cleveland, n. 1982)
- Erica Sullivan, nuotatrice statunitense (Las Vegas, n. 2000)
- Erica Terpstra, ex nuotatrice, politica e dirigente sportiva olandese (L'Aia, n. 1943)

## Pallavoliste(4)
- Erica Handley, pallavolista statunitense (Glasgow, n. 1995)
- Erica Lott, ex pallavolista statunitense (Orem, n. 1984)
- Erica Vietti, pallavolista italiana (Torino, n. 1992)
- Erica Wilson, pallavolista statunitense (Akron, n. 1991)

## Pattinatrici artistiche su ghiaccio(1)
- Erica Batchelor, ex pattinatrice artistica su ghiaccio britannica (Poole, n. 1933)

## Politiche(4)
- Erica D'Adda, politica italiana (Treviglio, n. 1963)
- Erica Lee Carter, politica statunitense (Houston, n. 1980)
- Erica Mazzetti, politica italiana (Prato, n. 1977)
- Erica Rivolta, politica italiana (Erba, n. 1959)

## Registe teatrali(1)
- Erica Whyman, regista teatrale e direttrice artistica britannica (Harrogate, n. 1969)

## Schermitrici(1)
- Erica Cipressa, schermitrice italiana (Mirano, n. 1996)

## Scrittrici(3)
- Erica Fischer, scrittrice austriaca (St Albans, n. 1943)
- Erica Jong, scrittrice, saggista e poetessa statunitense (New York, n. 1942)
- Erica Lillegg, scrittrice austriaca (Graz, n. 1907 - Cosne-Cours-sur-Loire, † 1988)

## Slittiniste(1)
- Erica Prugger, ex slittinista italiana (Ortisei, n. 1945)

## Storiche(1)
- Erica Joy Mannucci, storica italiana (Milano, n. 1957)

## Taekwondoka(1)
- Erica Nicoli, taekwondoka italiana (Schio, n. 1995)

## Velociste(2)
- Erica Marchetti, velocista italiana (Empoli, n. 1981)
- Erica Rossi, ex velocista italiana (Bolzano, n. 1955)